# Sang nouveau
 (mars 2020).
Si vous disposez d'ouvrages ou d'articles de référence ou si vous connaissez des sites web de qualité traitant du thème abordé ici, merci de compléter l'article en donnant les références utiles à sa vérifiabilité et en les liant à la section « Notes et références ».
Sang nouveau (titre original : New Blood) est un roman de science-fiction écrit par Matt Forbeck (en) et situé dans l'univers de Halo.